# Dariusz Sztylka
Dariusz Sztylka (Breslavia, 28 maggio 1978) è un ex calciatore polacco, di ruolo centrocampista.

## Carriera

### Club
Nel 2001 si aggrega allo Śląsk Breslavia e ci rimane per dieci anni.
Il 30 maggio 2011 annuncia di volersi ritirare, ma due settimane dopo cambia idea e continua a giocare per lo Śląsk Breslavia.

## Palmarès

### Club

#### Competizioni nazionali
- Ekstraklasa: 1

Śląsk Breslavia: 2011-2012